# 北海道道1071号音調津陣屋線
北海道道1071号音調津陣屋線（ほっかいどうどう1071ごう おしらべつじんやせん）は、北海道広尾郡広尾町内を結ぶ一般道道である。

## 概要
国道336号（黄金道路）災害時の迂回路としての役割を持つ路線である。

2018年時点で未供用区間があり、起点から国道336号までの区間は、町道で接続する。

### 路線データ
- 起点：北海道広尾郡広尾町字音調津
- 終点：北海道広尾郡広尾町字茂寄（国道336号交点）
- 総延長：10.376 km
- 実延長：9.965 km
- 重用延長：0.011 km
- 未供用延長：0.400 km

### 道路管理者
- 十勝総合振興局 帯広建設管理部 大樹出張所

## 歴史
- 1986年（昭和61年）3月31日 - 路線認定[1]。

## 路線状況

### 道路施設

#### トンネル
- 音調津トンネル（486 m、広尾町字音調津 - 広尾町字ヲナヲベツ）

#### 主な橋梁
- 上美幌大橋（199 m、美幌川、広尾町字美幌）
- 音調津大橋（86 ｍ、コイカクシエオシラベ川、広尾町字音調津

#### 常設型ゲート
- ゲート（広尾町字茂寄南）

## 地理

### 通過する自治体
- 十勝総合振興局
  - 広尾郡広尾町

### 交差する道路
広尾町
- 国道336号 - 字茂寄（終点）